# Michael Jordan: Chaos in the Windy City
Michael Jordan: Chaos in the Windy City (littéralement, Michael Jordan: Chaos dans la ville venteuse en référence au surnom de la ville de Chicago, où il a effectué la majorité de sa carrière de basketteur) est un jeu de plates-formes sorti en 1994 pour la Super Nintendo. Le jeu met en scène le célèbre joueur de basket-ball Michael Jordan en tant que personnage joueur, mais on n'y joue pas vraiment au basket-ball.

## Synopsis
Alors que Michael Jordan va aller s'entraîner à la gym, il découvre que tous ses camarades basketteurs ont disparu...
Une balle de basket-ball tombe soudainement par la fenêtre, avec un message écrit dessus. Le message, signé par un certain Dr. Max Cranium, informe Jordan que ses amis ont été enlevés, et que pour les sauver, il doit se rendre au musée et entrer dans la salle des antiquités égyptiennes.
Jordan y va, et découvre un passage secret qui mène à une grande prison souterraine... le champion devra s'y aventurer pour sauver ses comparses.

## Jouabilité
Le jeu se joue comme beaucoup d'autres jeux de plate-forme de l'époque, avec des poncifs tels l'ammassement de clés ou le combat d'ennemis avec plusieurs techniques différentes.
L'arme de Michael Jordan est une balle de basket-ball, qui peut se transformer en plusieurs genres de balles aux capacités surnaturelles; on a par exemple la balle gelante qui recouvre le sol de glace et le rend donc glissant, la balle-bombe qui fait une grande explosion, et ainsi de suite.
Jordan peut aussi faire un slam dunk en tant qu'attaque secondaire, ce qui peut être employé pour activer des paniers « powerup » et plusieurs points de sauvegarde.